# 卡威希 (夏威夷州)
卡威希（英語：Kawaihae）是位於美國夏威夷州夏威夷縣的一個非建制地區。該地的面積和人口皆未知。

## 地理
卡威希的座標為20°02′07″N 155°49′42″W / 20.03528°N 155.82833°W，而該地的平均海拔高度為5米（即16英尺）。